# Olga Chernyavskaya
Olga Mikhailovna Chernyavskaya (née: Davydova; nascida Burova; Irbit, 17 de setembro de 1963) é uma atleta russa, campeã mundial do lançamento de disco.
Como Olga Burova, ela competiu na arena internacional do atletismo pela União Soviética, pela Comunidade de Estados Independentes e pela Rússia. Participou de três Jogos Olímpicos e conquistou a medalha de ouro do disco no Campeonato Mundial de Atletismo de 1993 em Stuttgart, Alemanha.
Ainda competindo com mais de 50 anos, quebrou o recorde mundial do lançamento de disco na categoria +50 quando venceu o World Masters Athletics Championships em Lyon, França, em agosto de 2015, com um lançamento de 46,11 m. 